# Lacul Calling
Lacul Calling este un lac în partea nordică a Albertei, Canada.
Are o suprafață totală de 134 km2 și se află într-o mare curbă a râului Athabasca, 60 km la nord de orașul Athabasca pe autostrada 813.
Apa lacului se scurge prin Râul Calling în râul Athabasca .